# ジム・ヘンダーソン (野球)
ジェームズ・D・“ジム”・ヘンダーソン（James D. "Jim" Henderson, 1982年10月21日 - ）は、カナダ連邦アルバータ州カルガリー出身の元プロ野球選手（投手）。右投左打。2022年よりMLB・ミルウォーキー・ブルワーズのブルペンコーチを務める。
グアダラハラパンアメリカン競技大会ではジミー・ヘンダーソンと表記された。

## 経歴

### プロ入りとマイナー時代
2003年のMLBドラフト26巡目（全体777位）でモントリオール・エクスポズから指名され、プロ入り。
2006年にルール・ファイブ・ドラフトによってシカゴ・カブスへ移籍した。
2008年のオフに肩の故障が原因でカブスから解雇された。

### ブルワーズ時代
2009年はミルウォーキー・ブルワーズとマイナー契約を結んだ。
2011年オフの9月16日に第39回IBAFワールドカップとグアダラハラパンアメリカン競技大会の野球カナダ代表に選出された。
2012年7月26日のワシントン・ナショナルズ戦で2番手として登板し、29歳で悲願のメジャーデビューを果たした。新人ながら勝ちパターンで起用され、長身から投げ下ろす速球とスライダーを武器にイニング数を大きく上回る三振を奪った。
2013年1月17日に第3回WBC本戦のカナダ代表が発表され、代表入りした。同年のレギュラーシーズンは5月25日から6月8日まで右ハムストリングの張りで故障者リストに入ったが、61試合に登板して5勝5敗28セーブ・防御率2.70・75奪三振の成績を挙げた。
2014年は、開幕はロースター入りしたが5月2日に右肩痛で15日間の故障者リスト入り。7月21日に60日間の故障者リストに移行し、シーズンを終えたため14試合の登板にとどまり、2勝1敗の成績であった。
2015年も開幕から15日間の故障者リスト入りしたがリハビリ期間内に回復できず、5月21日に40人枠から外れる形でAAA級コロラドスプリングス・スカイソックスへ配属された。シーズン終了後の11月6日にFAとなった。

### メッツ時代
2015年12月3日にニューヨーク・メッツとマイナー契約を結び、2016年のスプリングトレーニングに招待選手として参加することになった。
2016年4月1日、メジャー契約を結んで開幕ロースター入りした。この年は44試合に登板して2勝2敗・防御率4.11・40奪三振の成績を残した。12月1日に40人枠から外れ、翌2日にFAとなった。

### メッツ退団後
2017年1月27日にカブスとマイナー契約を結んでスプリングトレーニングに招待選手として参加することになったが、3月23日に自由契約となった。前後するが、開幕前の2月8日に第4回WBCのカナダ代表に選出され、2大会連続2度目の選出を果たした。
2018年3月14日にブルワーズとマイナー契約を結んだ。故障のため公式戦に登板することなく、オフの11月1日に自由契約となった。また下記の通り、シーズン中にコーチ業をスタートさせている。

### 現役引退後
2018年にミルウォーキー・ブルワーズ傘下ルーキー級ヘレナ・ブルワーズ、2019年は傘下A級ウィスコンシン・ティンバーラトラーズ、2020年からは傘下AAA級サンアントニオ・ミッションズの投手コーチを歴任した。
2022年からブルワーズのブルペンコーチを務める。

## 詳細情報

### 年度別投手成績
| 年 度    | 球 団    | 登 板 | 先 発 | 完 投 | 完 封 | 無 四 球 | 勝 利 | 敗 戦 | セ 丨 ブ | ホ 丨 ル ド | 勝 率 | 打 者 | 投 球 回 | 被 安 打 | 被 本 塁 打 | 与 四 球 | 敬 遠 | 与 死 球 | 奪 三 振 | 暴 投 | ボ 丨 ク | 失 点 | 自 責 点 | 防 御 率 | W H I P |
| -------- | -------- | ----- | ----- | ----- | ----- | -------- | ----- | ----- | -------- | ----------- | ----- | ----- | -------- | -------- | ----------- | -------- | ----- | -------- | -------- | ----- | -------- | ----- | -------- | -------- | ------- |
| 2012     | MIL      | 36    | 0     | 0     | 0     | 0        | 1     | 3     | 3        | 15          | .250  | 131   | 30.2     | 23       | 1           | 13       | 0     | 1        | 45       | 1     | 0        | 12    | 12       | 3.52     | 1.27    |
| 2013     | MIL      | 61    | 0     | 0     | 0     | 0        | 5     | 5     | 28       | 5           | .500  | 247   | 60.0     | 44       | 8           | 24       | 2     | 2        | 75       | 0     | 0        | 18    | 18       | 2.70     | 1.13    |
| 2014     | MIL      | 14    | 0     | 0     | 0     | 0        | 2     | 1     | 0        | 2           | .667  | 50    | 11.1     | 14       | 3           | 4        | 1     | 0        | 17       | 0     | 0        | 14    | 10       | 7.15     | 1.59    |
| 2016     | NYM      | 44    | 0     | 0     | 0     | 0        | 2     | 2     | 0        | 11          | .500  | 155   | 35.0     | 34       | 7           | 14       | 0     | 2        | 40       | 0     | 1        | 17    | 16       | 4.11     | 1.37    |
| MLB：4年 | MLB：4年 | 155   | 0     | 0     | 0     | 0        | 10    | 11    | 31       | 33          | .476  | 583   | 137.0    | 118      | 19          | 55       | 3     | 5        | 177      | 1     | 1        | 57    | 55       | 3.61     | 1.26    |

### 背番号
- 51（2012年、2016年）
- 29（2013年 - 2014年）

### 代表歴
- 2011 IBAFワールドカップ カナダ代表
- 2011年パンアメリカン競技大会野球カナダ代表
- 2013 ワールド・ベースボール・クラシック・カナダ代表
- 2017 ワールド・ベースボール・クラシック・カナダ代表